# The Early Works
The Early Works è una raccolta del gruppo musicale britannico Status Quo, pubblicata nel 1990 dalla Castle Communications.

## Il disco
Si tratta di una maxi-raccolta comprendente in ordine cronologico gran parte delle incisioni realizzate dal gruppo per la Pye Records, nel quinquennio 1966-1971.
L'antologia mostra compiutamente il percorso musicale svolto dalla band di Francis Rossi: si comincia dai brani iniziali ispirati alla musica beat, per passare attraverso la ricerca del puro rock psichedelico, e giungere, nel periodo dei primi anni settanta, al più duro hard rock.

## Tracce
CD 1
1. I (Who Have Nothing) – 3:01 (Donida, Stroller, Leiber)
2. Neighbour, Neighbour – 2:43 (Valier)
3. Hurdy Gurdy Man – 3:15 (Lancaster, Barlow)
4. Laticia – 3:00 (Lancaster)
5. (We Ain't Got) Nothin' Yet – 2:18 (Gilbert, Scala, Esposito)
6. I Want It – 3:01 (Lynes, Coghlan, Rossi, Lancaster)
7. Almost but Not Quite There – 2:45 (Barlow, Rossi)
8. Wait Just a Minute – 2:12 (Lynes)
9. Pictures of Matchstick Men – 3:08 (Rossi)
10. Gentleman Joe's Sidewalk Café – 2:59 (Young)
11. Black Veils of Melancholy – 3:13 (Rossi)
12. To Be Free – 2:35 (Lynes)
13. Ice in the Sun – 2:10 (Wilde, Scott)
14. When My Mind Is Not Live – 2:48 (Parfitt, Rossi)
15. Elizabeth Dreams – 3:24 (Wilde, Scott)
16. Paradise Flat – 3:11 (Wilde, Scott)
17. Technicolour Dreams – 2:49 (King)
18. Spicks and Specks – 2:40 (Gibb)
19. Sheila – 1:52 (Roe)
20. Sunny Cellophane Skies – 2:41 (Lancaster)
21. Green Tambourine – 2:14 (Leka, Pinz)
22. Make Me Stay a Bit Longer – 2:53 (Rossi, Parfitt)
23. Auntie Nellie – 3:17 (Lancaster)
24. Are You Growing Tired of My Love – 3:33 (King)
25. So Ends Another Life – 3:10 (Lancaster)
26. The Price of Love – 3:40 (D. & P. Everly)

CD 2
1. Face Without a Soul – 3:07 (Rossi, Parfitt)
2. You're Just What I Was Looking for Today – 3:48 (Goffin, King)
3. Antique Angelique – 3:20 (Young, Lancaster)
4. Poor Old Man – 3:35 (Rossi, Parfitt)
5. Mr. Mind Detector – 4:00 (King)
6. The Clown – 3:22 (Young, Lynes, Lancaster)
7. Velvet Curtains – 2:54 (King)
8. Little Miss Nothing – 2:58 (Rossi, Parfitt)
9. When I Awake – 3:47 (Lancaster, Young)
10. Nothing at All – 3:50 (Lancaster, Lynes, Young)
11. José (Josie) – 3:36 (Di Mucci, Fasce)
12. Down the Dustpipe – 2:03 (Groszmann)
13. Time to Fly – 4:17 (Lancaster)
14. Do You Live in Fire – 2:14 (Lancaster)
15. (April) Spring Summer and Wednesdays – 4:10 (Rossi, Young)
16. Daughter – 2:58 (Lancaster)
17. Everything – 2:35 (Rossi, Parfitt)
18. Lazy Poker Blues – 3:34 (Green, Adams)
19. Is It Really Me?/Gotta Go Home – 9:32 (Lancaster)

CD 3
1. Junior's Wailing – 3:32 (White, Pugh)
2. Shy Fly – 3:45 (Rossi, Young)
3. Lakky Lady – 3:12 (Rossi, Parfitt)
4. Need Your Love – 4:45 (Rossi, Young)
5. Spinning Wheel Blues – 3:19 (Rossi, Young)
6. In My Chair – 3:14 (Rossi, Young)
7. Gerdundula – 3:19 (Manston, James)
8. Tune to the Music – 3:07 (Rossi, Young)
9. Good Thinking – 3:34 (Sconosciuto)
10. Umleitung – 7:11 (Lancaster, Lynes)
11. Nanana – 0:15 (Rossi, Young)
12. Something Going on in My Head – 4:44 (Lancaster)
13. Mean Girl – 3:53 (Rossi, Young)
14. Nanana – 0:45 (Rossi, Young)
15. Railroad – 5:31 (Rossi, Young)
16. Someone's Learning – 7:08 (Lancaster)
17. Gerdundula – 3:50 (Manston, James)
18. Nanana – 2:24 (Rossi, Young)

## Formazione
- Francis Rossi – chitarra solista, voce
- Rick Parfitt – chitarra ritmica, voce
- Alan Lancaster – basso, voce
- John Coghlan – percussioni
- Roy Lynes – tastiera